# K.A
Albums de Magma
Theusz Hamtaahk : Trilogie
(2001) Mythes et Légendes : Epok I
(2006)
K.A (Köhntarkösz Anteria) est le neuvième album du groupe français Magma, paru en 2004 sur le label Seventh Records. 

## Historique
Les musiques et chants de K.A (Köhntarkösz Anteria) ont été composés par le percussionniste Christian Vander en 1972-1973 puis enregistrés 30 ans plus tard en studio entre février 2003 et octobre 2004 et publiés en 2004 après 20 ans de silence studio du groupe – abstraction faite de la parution en 1998 du CD deux titres Floë Ëssi/ Ëktah – l'album studio précédent, Merci, remontant, en effet, à 1984. À l'exception d'une phrase, K.A est chanté intégralement en kobaïen. 
K.A (Köhntarkösz Anteria) est le 1e album de la trilogie Köhntarkösz qui compte également Köhntarkösz (1974) en tant que 2e album et Ëmëhntëhtt-Rê (2009) en tant que 3e album. Il raconte « la jeunesse tourmentée de Köhntarkösz en quête de sa destinée » alors que « la providence guide déjà ses pas » (notes de la pochette).

## Liste des morceaux
1. K.A I — 11:12
2. K.A II — 15:53
3. K.A III — 21:43

## Personnel

### Musiciens
- Christian Vander — batterie, chant, percussions
- Stella Vander — chant, percussions
- Antoine Paganotti — chœurs
- Himiko Paganotti — chœurs
- Isabelle Feuillebois — chœurs
- James Mac Gaw — Guitare
- Philippe Bussonet — basse
- Emmanuel Borghi — piano électrique Fender Rhodes
- Frédéric d'Oelsnitz — Fender Rhodes

### Techniciens
- Francis Linon : enregistrement, mixage et mastering